# Anime năm 2014
| Anime theo năm |      |      |      |      |      |         |
| ...2011        | 2012 | 2013 | 2014 | 2015 | 2016 | 2017... |

Dưới đây là danh sách anime (bao gồm anime truyền hình dài tập, tập anime đặc biệt, phim anime điện ảnh, ONA, OVA) được ra mắt trong năm 2014.

## Phim điện ảnh
| Ngày công chiếu | Tựa đề                                                | Đạo diễn                       | Hãng sản xuất                       |
| --------------- | ----------------------------------------------------- | ------------------------------ | ----------------------------------- |
| 25 tháng 1      | The Idolmaster Movie: Kagayaki no Mukōgawa e!         | Atsushi Nishikori              | A-1 Pictures                        |
| 2 tháng 2       | Giovanni no Shima                                     | Mizuho Nishikubo               | Production I.G                      |
| 8 tháng 2       | Buddha 2: Tezuka Osamu no Budda - Owarinaki tab       | Komura Toshiaki                | Toei Animation, Tezuka Production   |
| 8 tháng 2       | Tiger & Bunny: The Rising                             | Yonetani Yoshitomo             | Sunrise                             |
| 22 tháng 2      | Mōretsu Pirates: Akuu no Shin'en                      | Satō Tatsuo                    | Satelight                           |
| 1 tháng 3       | Harmonie                                              | Yoshiura Yasuhiro              | Studio Rikka, Ultra Super Pictures  |
| 1 tháng 3       | Ōkii Ichinensei to Chiisana Ninensei                  | Watanabe Ayumu                 | A-1 Pictures                        |
| 1 tháng 3       | Parol no Miraijima                                    | Imai Kazuaki                   | Shin-Ei Animation                   |
| 1 tháng 3       | Kuro no Sumika -Chronus-                              | Onda Naoyuki                   | Studio 4°C                          |
| 8 tháng 3       | Hakuōki Dai-nishō Shikon Sōkyū                        | Yamasaki Osamu                 | Studio Deen                         |
| 8 tháng 3       | Doraemon: Nobita thám hiểm vùng đất mới               | Yakuwa Shinnosuke              | Shin-Ei Animation                   |
| 8 tháng 3       | Pretty Rhythm All Stars Selection Prism Show Best Ten | Hishida Masakazu               | Tatsunoko Production                |
| 14 tháng 3      | Shimajirō to Kujira no Uta                            | Hirabayashi Isamu              | Benesse Corporation                 |
| 15 tháng 3      | Pretty Cure All Stars New Stage 3: Eien no Tomodachi  | Ogawa Kouji                    | Toei Animation                      |
| 15 tháng 3      | Sekai-ichi Hatsukoi: Yokozawa Takafumi no Bāi         | Kon Chiaki                     | Studio Deen                         |
| 4 tháng 4       | Taka no Tsume 7: Joō Heika no Joboob                  | FROGMAN                        |                                     |
| 19 tháng 4      | Crayon Shin-chan: Gachinko! Gyakushu no Robo To-chan  | Takahashi Wataru               | Shin-Ei Animation                   |
| 19 tháng 4      | Thám tử lừng danh Conan: Sát thủ bắn tỉa không tưởng  | Shizuno Kobun                  | TMS Entertainment                   |
| 26 tháng 4      | Sora no Otoshimono Final: Eternal My Master           | Saito Hisashi                  | Production IMS                      |
| 26 tháng 4      | Tamako Market                                         | Yamada Naoko                   | Kyōto Animation                     |
| 31 tháng 5      | Yūto-kun ga Iku                                       | Higuchi Ryo                    | Shirogumi                           |
| 7 tháng 6       | Persona 3 the Movie #2 Midsummer Knight's Dream       | Taguchi Tomohisa               | A-1 Pictures                        |
| 13 tháng 6      | Inazuma Eleven: Chōjigen Dream Match                  | Akiyama Katsuhito              | OLM                                 |
| 21 tháng 6      | Lupin the IIIrd: Jigen Daisuke no Bohyō               | Koike Takeshi                  | Telecom Animation Film              |
| 21 tháng 6      | Saint Seiya: Legend of Sanctuary                      | Sato Keiichi                   | Toei Animation                      |
| 5 tháng 7       | Soreike! Anpanman: Ringo Bōya to Minna no Negai       | Kawagoe Jun                    | TMS/3xCube                          |
| 12 tháng 7      | K: Missing Kings                                      | Suzuki Shingo                  | GoHands                             |
| 15 tháng 7      | Appleseed Alpha                                       | Aramaki Shinji                 | Sola Digital Arts                   |
| 19 tháng 7      | Pokémon the Movie: Diancie và chiếc kén hủy diệt      | Yuyama Kunihiko                | OLM                                 |
| 19 tháng 7      | Omoide no Marnie                                      | Yonebayashi Hiromasa           | Studio Ghibli                       |
| 8 tháng 8       | Stand by Me Doraemon                                  | Yagi Ryūichi, Yamazaki Takashi | Shin-Ei Animation, Shirogumi, Robot |
| 9 tháng 8       | Uchū Kyōdai #0                                        | WatanabeyAumu                  | A-1 Pictures                        |
| 23 tháng 8      | Shin Gekijō-ban Initial D Legend 1: Kakusei           | Hidaka Masamitsu               | Sanzigen, Liden Films               |
| 13 tháng 9      | Gekijōban Cardfight!! Vanguard: Neon Messiah          | Itagaki Shin, Motoki Takashi   | Liden Films                         |
| 19 tháng 9      | Yowamushi Pedal Re:RIDE                               | Nabeshima Osamu                | TMS/8PAN                            |
| 27 tháng 9      | Gekijō-ban gdgd Yōseis tte Iu Eiga wa Dō kana...?     | Sugahara Sōta                  | Bouncy                              |
| 11 tháng 10     | Happiness Charge PreCure! Ningyō no Kuni no Ballerinq | Kon Chiaki                     | Toei Animation                      |
| 11 tháng 10     | Uchū Senkan Yamato 2199: Tsuioku No Koukai            | Kato Takao                     | AIC, Xebec                          |
| 25 tháng 10     | Santa Company                                         | Itoso Kenji                    | KENJI STUDIO, Nexus                 |
| 11 tháng 11     | Shingeki no Kyojin Zenpen: Guren no Yumiya            | Araki Tetsuro                  | Wit Studio                          |
| 11 tháng 11     | Rakuen Tsuihō                                         | Seiji Mizushima                | Toei Animation, Graphinica          |
| 6 tháng 12      | Uchū Senkan Yamato 2199: Hoshi-Meguru Hakobune        | Bessho Makoto, Izubuchi Yutaka | Xebec                               |
| 6 tháng 12      | Naruto: Trận chiến cuối cùng                          | Kobayashi Tsuneo               | Pierrot                             |
| 13 tháng 12     | Gekijō-ban Aikatsu!                                   | Yuichiro Yano                  | Sunrise                             |

## Phim truyền hình

### Tháng 1 – tháng 3
| Ngày phát sóng               | Tựa đề                                         | Đạo diễn                            | Hãng sản xuất                |
| ---------------------------- | ---------------------------------------------- | ----------------------------------- | ---------------------------- |
| 4 tháng 1 - 29 tháng 3       | BeyWarriors: BeyRaiderz                        | Hasegawa Katsumi                    | Nelvana, SynergySP, d-rights |
| 4 tháng 1 - 4 tháng 4, 2015  | Future Card Buddyfight                         | Ikeda Shigetaka                     | OLM                          |
| 4 tháng 1 - 22 tháng 3       | Saikin, Imōto no Yōsu ga Chotto Okashiin Da Ga | Hata Hiroyuki                       | Project No.9                 |
| 4 tháng 1 - 29 tháng 3       | Seitokai Yakuindomo                            | Kanazawa Hiromitsu                  | GoHands                      |
| 4 tháng 1 - 28 tháng 9       | Space Dandy                                    | Watanabe Shinichirō, Natsume Shingo | Bones                        |
| 5 tháng 1 - 20 tháng 3       | Buddy Complex                                  | Tanabe Yasuhiro                     | Sunrise                      |
| 5 tháng 1 - 30 tháng 3       | Minna Atsumare! Falcom Gakuen                  | Pippuya                             | Dax Production               |
| 5 tháng 1 - 22 tháng 6       | Nobunaga the Fool                              | Sato Hidekazu                       | Satelight                    |
| 5 tháng 1 - 30 tháng 3       | Nobunagu                                       | Nobuhiro Kondo                      | Bridge                       |
| 5 tháng 1 - 23 tháng 3       | Noragami                                       | Tamura Kotaro                       | Bones                        |
| 5 tháng 1 - 7 tháng 4        | Saki: Zenkoku-hen                              | Ono Manabu                          | Studio Gokumi                |
| 5 tháng 1 - 25 tháng 5       | Tonari no Seki-kun                             | Mutō Yūji                           | Shin-Ei Animation            |
| 5 tháng 1 - 23 tháng 3       | Witch Craft Works                              | Mizushima Tsutomu                   | J.C.Staff                    |
| 6 tháng 1 - 24 tháng 3       | D-Frag!                                        | Sugawara Seiki, Sugahara Shizutaka  | Brain's Base                 |
| 6 tháng 1 - 31 tháng 3       | Toaru Hikūshi e no Koiuta                      | Toshimasa Suzuki                    | TMS Entertainment, 3xCube    |
| 6 tháng 1 - 2 tháng 3        | Robot Girls Z                                  | Ikehata Hiroshi                     | Toei Animation               |
| 6 tháng 1 - 24 tháng 3       | SoniAni: Super Sonico The Animation            | Kawamura Kenichi                    | White Fox                    |
| 7 tháng 1 - 26 tháng 3       | Hamatora: The Animation                        | Kimura Hiroshi                      | NAZ                          |
| 7 tháng 1 - 26 tháng 3       | Wooser no Sono Higurashi: Kakusei-hen          | Seto Kenji Seto                     | Sanzigen, Liden Films        |
| 8 tháng 1 - 26 tháng 3       | Chūnibyō demo Koi ga Shitai! Ren               | Ishihara Tatsuya                    | Kyōto Animation              |
| 8 tháng 1 - 26 tháng 3       | Mikakunin de Shinkōkei                         | Fujiwara Yoshiyuki                  | Doga Kobo                    |
| 8 tháng 1 - 30 tháng 3, 2018 | Yo-kai Watch                                   | Ushiro Shinji                       | OLM                          |
| 8 tháng 1 - 4 tháng 4        | Hōzuki no Reitetsu                             | Kaburaki Hiro                       | Wit Studio                   |
| 9 tháng 1 - 28 tháng 3       | Gin no Saji (mùa 2)                            | Itō Tomohiko, Deai Kotomi           | A-1 Pictures                 |
| 9 tháng 1 - 27 tháng 3       | Mahō Sensō                                     | Sato Yuzo                           | Madhouse                     |
| 9 tháng 1 - 26 tháng 3       | Onee-chan ga Kitai                             | Yuuzumi Yoshihide                   | C2C                          |
| 9 tháng 1 - 28 tháng 3       | Pupa                                           | Mochizuki Tomomi                    | Studio Deen                  |
| 9 tháng 1 - 27 tháng 3       | Sakura Trick                                   | Ishikura Ken'ichi                   | Studio Deen                  |
| 9 tháng 1 - 27 tháng 3       | Strange+                                       | Nishikawa Takashi                   | Seven                        |
| 9 tháng 1 - 27 tháng 3       | Z/X Ignition                                   | Yamaguchi Yūji                      | Telecom Animation Film       |
| 10 tháng 1 - 31 tháng 1      | Go! Go! 575                                    | Anzai Takebumi                      | C2C, Lay-duce                |
| 10 tháng 1 - 29 tháng 3      | Wake Up, Girls!                                | Yamamoto Yutaka                     | Ordet, Tatsunoko Production  |
| 10 tháng 1 - 29 tháng 3      | No-Rin                                         | Ōnuma Shin                          | Silver Link                  |
| 11 tháng 1 - 24 tháng 5      | Nisekoi                                        | Tatsuwa Naoyuki, Shinbo Akiyuki     | Shaft                        |
| 11 tháng 1 - 29 tháng 3      | Sekai Seifuku: Bōryaku no Zvezda               | Okamura Tensai                      | A-1 Pictures                 |
| 12 tháng 1 - 30 tháng 3      | Tesagure! Bukatsumono Encore                   | Ishidate Kōtarō                     | Yaoyorozu                    |
| 12 tháng 1 - 30 tháng 3      | Wizard Barristers                              | Umetsu Yasuomi                      | Arms Corporation             |
| 14 tháng 1 - 28 tháng 1      | Sugar Soldier                                  |                                     |                              |
| 15 tháng 1 - 19 tháng 3      | Inari, Konkon, Koi Iroha                       | Takahashi Toru                      | Production IMS               |
| 15 tháng 1 - 20 tháng 3      | Maken-Ki! Two                                  | Kaneko Hiraku                       | Xebec                        |
| 2 tháng 2 - 25 tháng 1, 2015 | Happiness Charge PreCure!                      | Nagamine Tatsuya                    | Toei Animation               |
| 4 tháng 2 - 25 tháng 2       | Romantica Clock                                |                                     |                              |
| 9 tháng 3 - 19 tháng 10      | Cardfight!! Vanguard: Legion Mate-hen          | Tsuji Hatsuki                       | TMS/Double Eagle             |
| 10 tháng 3 - 21 tháng 3      | Wasimo                                         | Imagawa Yasuhiro                    | Studio Deen                  |
| 22 tháng 3 - 6 tháng 9       | Keroro                                         | Kasugamori Haruki                   | Sunrise, Gathering           |

### Tháng 4 - tháng 6
| Ngày phát sóng                | Tựa đề                                                      | Đạo diễn                           | Hãng sản xuất                |
| ----------------------------- | ----------------------------------------------------------- | ---------------------------------- | ---------------------------- |
| 1 tháng 4 - 10 tháng 2, 2015  | Chō-Bakuretsu I-Jigen Menko Battle Gigant Shooter Tsukasa   | Mori Ryōichi                       | Fanworks, Forest Hunting One |
| 1 tháng 4 - 31 tháng 3, 2015  | Majin Bone                                                  | Uda Kōnosuke                       | Toei Animation               |
| 2 tháng 4 - 1 tháng 10        | Carino Coni                                                 | Abe Yuuichi                        | Robot                        |
| 2 tháng 4 - 25 tháng 3        | Marvel Disk Wars: The Avengers                              | Komura Toshiaki                    | Toei Animation               |
| 3 tháng 4 - 26 tháng 6        | Blade & Soul                                                | Takeuchi Hiroshi, Hamasaki Hiroshi | Gonzo                        |
| 3 tháng 4 - 26 tháng 3        | Go-Go Tamagotchi!                                           | Shimura Jouji                      | OLM                          |
| 3 tháng 4 - 4 tháng 7         | Kantoku Fuyuki Todoki                                       | Tani Azuma                         | DLE                          |
| 3 tháng 4 - 19 tháng 6        | Bokura wa Minna Kawai-sō                                    | Miya Shigeyuki                     | Brain's Base                 |
| 3 tháng 4 - 19 tháng 6        | Akuma no Riddle                                             | Kusakawa Keizō                     | Diomedéa                     |
| 3 tháng 4 - 20 tháng 6        | Selector Infected WIXOSS                                    | Satō Takuya                        | J.C.Staff                    |
| 4 tháng 4 - 21 tháng 6        | Mushishi: Zoku-Shō                                          | Nagahama Hiroshi                   | Artland                      |
| 5 tháng 4 - 13 tháng 9        | JoJo no Kimyō na Bōken: Stardust Crusaders                  | Tsuda Naokatsu, Suzuki Ken'ichi    | David Production             |
| 5 tháng 4 - 22 tháng 6        | Kiniro no Corda Blue Sky                                    | Ochi Kōjin                         | TYO Animations               |
| 5 tháng 4 - 28 tháng 3, 2015  | Duel Masters VS                                             | Sasaki Shinobu                     | Ascension                    |
| 5 tháng 4 - 27 tháng 9        | Kindaichi Shōnen no Jikenbo Returns                         | Tsuchida Yutaka                    | Toei Animation               |
| 5 tháng 4 - 28 tháng 3, 2015  | Lady Jewelpet                                               | Kawasaki Itsuro                    | Zexcs, Studio Comet          |
| 5 tháng 4 - 14 tháng 6        | Pretty Rhythm All Star Selection                            | Hishida Masakazu                   | Tatsunoko Production         |
| 5 tháng 4 - 21 tháng 6        | Seikoku no Dragonar                                         | Tada Shunsuke, Kurokawa Tomoyuki   | C-Station                    |
| 5 tháng 4 - 20 tháng 9        | Captain Earth                                               | Igarashi Takuya                    | Bones                        |
| 5 tháng 4 - 26 tháng 3, 2016  | Fairy Tail (2014)                                           | Ishihara Shinji                    | A-1 Pictures, Bridge         |
| 5 tháng 4 - 28 tháng 9        | Mahōka Kōkō no Rettōsei                                     | Ono Manabu                         | Madhouse                     |
| 5 tháng 4 - 21 tháng 6        | Kenzen Robo Daimidaler                                      | Yanagisawa Tetsuya                 | TNK                          |
| 5 tháng 4 - 22 tháng 6        | Kamigami no Asobi                                           | Kawamura Tomoyuki                  | Brain's Base                 |
| 6 tháng 4 - 28 tháng 9        | Abarenbō Rikishi!! Matsutarō                                | Kaizawa Yukio                      | Toei Animation               |
| 6 tháng 4 - 22 tháng 6        | Break Blade                                                 | Habara Nobuyoshi                   | Production I.G, Xebec        |
| 6 tháng 4 - 28 tháng 6, 2015  | Dragon Ball Z Kai                                           | Nowatari Yasuhiro                  | Toei Animation               |
| 6 tháng 4 - 29 tháng 6        | Meshimase Lodoss-tō Senki Sorette Oishii no?                | Suzuki Iku                         | Studio Deen, Studio Hibari   |
| 6 tháng 4 - 20 tháng 9        | Baby Steps                                                  | Murata Masahiko                    | Pierrot                      |
| 6 tháng 4 - 29 tháng 6        | Gokukoku no Brynhildr                                       | Imaizumi Kenichi                   | Arms Corporation             |
| 6 tháng 4 - 21 tháng 9        | Haikyū!!                                                    | Mitsunaka Susumu                   | Production I.G               |
| 6 tháng 4 - 29 tháng 6        | Kanojo ga Flag o Oraretara                                  | Watanabe Ayumu                     | Hoods Entertainment          |
| 6 tháng 4 - 29 tháng 6        | Love Live! School Idol Project (mùa 2)                      | Kyōgoku Takahiko                   | Sunrise                      |
| 6 tháng 4 - 29 tháng 6        | Soredemo Sekai wa Utsukushii                                | Kamegaki Hajime                    | Pierrot                      |
| 6 tháng 4 - 26 tháng 3, 2017  | Yu-Gi-Oh! Arc-V                                             | Ono Katsumi                        | Studio Gallop                |
| 7 tháng 4 - 20 tháng 3, 2015  | Dragon Collection                                           | Kawaguchi Keiichiro                | OLM                          |
| 7 tháng 4 - 30 tháng 3, 2015  | Hero Bank                                                   | Yamamoto Yasutaka                  | TMS Entertainment            |
| 7 tháng 4 - 30 tháng 3, 2015  | Oreca Battle                                                | Amino Tetsurō                      | OLM, Xebec                   |
| 7 tháng 4 - 22 tháng 6        | Isshūkan Friends                                            | Iwasaki Tarou                      | Brain's Base                 |
| 7 tháng 4 - 23 tháng 6        | Mangaka-san to Ashisutanto-san to                           | Furuta Takeshi                     | Zexcs                        |
| 8 tháng 4 - 2 tháng 7         | Soul Eater Not!                                             | Hashimoto Masakazu                 | Bones                        |
| 8 tháng 4 - 1 tháng 7         | Black Bullet                                                | Kojima Masayuki                    | Kinema Citrus, Orange        |
| 8 tháng 4 - 30 tháng 9        | Mahō Shōjo Taisen                                           | Ōnoki Ayano                        | Gainax                       |
| 9 tháng 4 - 26 tháng 4        | Fūun Ishin Dai Shōun                                        | Watanabe Takashi                   | J.C.Staff, A.C.G.T           |
| 9 tháng 4 - 25 tháng 6        | No Game No Life                                             | Ishizuka Atsuko                    | Madhouse                     |
| 9 tháng 4 - 10 tháng 12       | Hitsugi no Chaika                                           | Masui Sōichi                       | Bones                        |
| 10 tháng 4 - 26 tháng 6       | Escha & Logy no Atelier: Tasogare no Sora no Renkinjutsushi | Iwasaki Yoshiaki                   | Studio Gokumi                |
| 10 tháng 4 - 26 tháng 6       | Gochūmon wa Usagi desu ka?                                  | Hashimoto Hiroyuki                 | White Fox                    |
| 10 tháng 4 - 26 tháng 6       | Inugami-san to Nekoyama-san                                 | Nagai Shinpei                      | Seven                        |
| 10 tháng 4 - 19 tháng 6       | Ryūgajō Nanana no Maizōkin                                  | Kamei Kanta                        | A-1 Pictures                 |
| 11 tháng 4 - 6 tháng 3, 2015  | Himitsu Kessha Taka no Tsume EX                             | FROGMAN                            | DLE                          |
| 11 tháng 4 - 20 tháng 6       | Pong the Animation                                          | Yuasa Masaaki                      | Tatsunoko Production         |
| 11 tháng 4 - 26 tháng 6, 2015 | Sidonia no Kishi                                            | Shizuno Kobun                      | Polygon Pictures             |
| 12 tháng 4 - 14 tháng 6       | Date A Live II                                              | Motonaga Keitaro                   | Production IMS               |
| 12 tháng 4 - 28 tháng 6       | Mekakucity Actors                                           | Shinbo Akiyuki, Yase Yuki          | Shaft                        |
| 17 tháng 4 - 3 tháng 7        | World Fool News                                             |                                    | CoMix Wave Films             |
| 21 tháng 4 - 1 tháng 10       | M3: Sono Kuroki Hagane                                      | Sato Junichi                       | Satelight, C2C               |
| 27 tháng 4 - 5 tháng 10       | Lovely Movie Itoshi no Muco Season 2                        | Mihara Takenori                    | Doga Kobo                    |
| 16 tháng 5 - 22 tháng 6       | Initial D: Final Stage                                      | Hashimoto Mitsuo                   | SynergySP                    |

### Tháng 7 - tháng 9
| Ngày phát sóng                | Tựa đề                                                       | Đạo diễn                                           | Hãng sản xuất                     |
| ----------------------------- | ------------------------------------------------------------ | -------------------------------------------------- | --------------------------------- |
| 2 tháng 7 - 25 tháng 9        | Free! Eternal Summer                                         | Utsumi Hiroko                                      | Kyoto Animation, Animation Do     |
| 2 tháng 7 - 17 tháng 9        | Bakumatsu Rock                                               | Kawasaki Itsuro                                    | Studio Deen                       |
| 3 tháng 7 - 25 tháng 9        | Glasslip                                                     | Nishimura Junji                                    | P.A.Works                         |
| 3 tháng 7 - 26 tháng 9        | Shin Strange+                                                | Furukawa Hiroyuki                                  | Seven                             |
| 3 tháng 7 - 18 tháng 12       | Shirogane no Ishi Argevollen                                 | Ōtsuki Atsushi                                     | Xebec                             |
| 4 tháng 7 - 18 tháng 9        | Futsū no Joshikōsei ga Locodol Yattemita                     | Nawa Munenori                                      | Feel                              |
| 4 tháng 7 - 19 tháng 9        | Rail Wars! Nihon Kokuyū Tetsudō Kōantai                      | Matsuda Yoshifumi                                  | Passione                          |
| 4 tháng 7 - 19 tháng 9        | Tokyo Ghoul                                                  | Morita Shuhei                                      | Pierrot                           |
| 5 tháng 7 - 28 tháng 7, 2017  | PriPara                                                      | Moriwaki Makoto                                    | Tatsunoko Production, DongWoo A&E |
| 5 tháng 7 - 27 tháng 9        | Shōnen Hollywood - Holly Stage for 49                        | Kuroyanagi Toshimasa                               | Zexcs                             |
| 5 tháng 7 - 20 tháng 12       | Sword Art Online II                                          | Itō Tomohiko                                       | A-1 Pictures                      |
| 6 tháng 7 - 27 tháng 9        | Barakamon                                                    | Tachibana Masaki                                   | Kinema Citrus                     |
| 6 tháng 7 - 21 tháng 9        | Dramatical Murder                                            | Miura Kazuya                                       | NAZ                               |
| 6 tháng 7 - 15 tháng 12       | Francesca                                                    | Kumagai Hitoshi, Yano Yuichiro                     | Telecom Animation Film            |
| 6 tháng 7 - 28 tháng 9        | Jinsei                                                       | Kawaguchi Keiichiro                                | Feel                              |
| 6 tháng 7 - 21 tháng 12       | Maido! Urayasu Tekkin Kazoku                                 | Daichi Akitaro                                     | Studio Deen                       |
| 6 tháng 7 - 28 tháng 12       | Kidō Senshi Gundam-san                                       | Mankyū                                             | Sunrise                           |
| 6 tháng 7 - 27 tháng 9        | Sengoku Basara: Judge End                                    | Sano Takashi                                       | TMS Entertainment                 |
| 6 tháng 7 - 29 tháng 9        | Yamishibai (mùa 2)                                           | Iguchi Noboru, Masumoto Shoichiro, Shimizu Takashi | ILCA                              |
| 6 tháng 7 - 28 tháng 3, 2015  | Aldnoah.Zero                                                 | Aoki Ei                                            | A-1 Pictures, Troyca              |
| 6 tháng 7 - 21 tháng 9        | Sabagebu!                                                    | Masahiko Ohta                                      | Pierrot+                          |
| 7 tháng 7 - 22 tháng 9        | Ao Haru Ride                                                 | Yoshimura Ai                                       | Production I.G                    |
| 7 tháng 7 - 29 tháng 9        | Himegoto                                                     | Yūji Yanase                                        | Asahi Production                  |
| 7 tháng 7 - 22 tháng 9        | Gekkan Shōjo Nozaki-kun                                      | Yamazaki Mitsue                                    | Doga Kobo                         |
| 7 tháng 7 - 15 tháng 12       | Akame ga Kill!                                               | Kobayashi Tomoki                                   | White Fox                         |
| 8 tháng 7 - 23 tháng 9        | Choboraunyopomi Gekijō Dainimaku Ai Mai Mi: Mōsō Catastrophe | Imazaki Itsuki                                     | Seven                             |
| 8 tháng 7 - 23 tháng 9        | Momo Kyun Sword                                              | Yanagi Shinsuke                                    | Tri-Slash, Project No.9           |
| 8 tháng 7 - 23 tháng 9        | Re: Hamatora                                                 | Kishi Seiji                                        | Lerche                            |
| 8 tháng 7 - 23 tháng 9        | Hanayamata                                                   | Ishizuka Atsuko                                    | Madhouse                          |
| 9 tháng 7 - 24 tháng 9        | Magimoji Rurumo                                              | Sakurai Chikara                                    | J.C.Staff                         |
| 9 tháng 7 - 24 tháng 12       | Yama no Susume Second Season                                 | Yusuke Yamamoto                                    | Eight Bit                         |
| 9 tháng 7 - 10 tháng 9        | Love Stage!!                                                 | Kasai Ken'ichi                                     | J.C.Staff                         |
| 10 tháng 7 - 12 tháng 9       | Kuroshitsuji: Book of Circus                                 | Abe Noriyuki                                       | A-1 Pictures                      |
| 10 tháng 7 - 11 tháng 9       | Fate/kaleid liner Prisma Illya 2wei!                         | Ōnuma Shin, Jinbo Masato                           | Silver Link                       |
| 10 tháng 7 - 25 tháng 9       | Zankyō no Terror                                             | Watanabe Shinichirō                                | MAPPA                             |
| 11 tháng 7 - 26 tháng 9       | Rokujyōma no Shinryakusha!?                                  | Ōnuma Shin                                         | Silver Link                       |
| 11 tháng 7 - 25 tháng 9       | Persona 4: The Golden Animation                              | Kishi Seiji, Taguchi Tomohisa                      | A-1 Pictures                      |
| 11 tháng 7 - 26 tháng 9       | Tokyo ESP                                                    | Takayanagi Shigehito                               | Xebec                             |
| 12 tháng 7 - 20 tháng 9       | Nobunaga Concerto                                            | Fujikawa Yūsuke                                    |                                   |
| 14 tháng 7 - 29 tháng 9       | Seirei Tsukai no Bladedance                                  | Tetsuya Yanagisawa                                 | TNK                               |
| 19 tháng 7 - 11 tháng 10      | Baby Gamba                                                   | Kawamura Tomohiro                                  | Shirogumi                         |
| 5 tháng 8 - 8 tháng 8         | Medamayaki no Kimi Itsu Tsubusu?                             | Lareko                                             | Fanworks                          |
| 16 tháng 8                    | Hanamonogatari                                               | Shinbo Akiyuki, Itamura Tomoyuki                   | Shaft                             |
| 26 tháng 9 - 26 tháng 3, 2015 | Ganbare! Lulu Lolo (mùa 2)                                   | Umoto Yūji                                         | Fanworks                          |
| 27 tháng 9 - 19 tháng 12      | Terra Formars                                                | Hamasaki Hiroshi                                   | Liden Films                       |
| 28 tháng 9 - 4 tháng 10, 2015 | Tribe Cool Crew                                              | Fujimori Masaya                                    | Sunrise, BN Pictures              |

### Tháng 10 - tháng 12
| Ngày phát sóng                 | Tựa đề                                   | Đạo diễn                                                                  | Hãng sản xuất                    |
| ------------------------------ | ---------------------------------------- | ------------------------------------------------------------------------- | -------------------------------- |
| 2 tháng 10 - 27 tháng 3, 2015  | Gundam G no Reconguista                  | Tomino Yoshiyuki                                                          | Sunrise                          |
| 2 tháng 10 - 18 tháng 12       | Denkigai no Honya-san                    | Sato Masafumi                                                             | Shin-Ei Animation                |
| 3 tháng 10 - 25 tháng 6, 2015  | Danna ga Nani o Itteiru ka Wakaranai Ken | Nagai Shinpei                                                             | Seven                            |
| 4 tháng 10 - 28 tháng 3, 2015  | Magic Kaito 1412                         | Kudo Susumu                                                               | A-1 Pictures                     |
| 4 tháng 10 - 20 tháng 12       | Selector Spread Wixoss                   | Satō Takuya                                                               | J.C.Staff                        |
| 4 tháng 10 - 27 tháng 12       | Madan no Ō to Vanadis                    | Satō Tatsuo                                                               | Satelight                        |
| 4 tháng 10 - 20 tháng 12       | Ushinawareta Mirai o Motomete            | Hosoda Naoto                                                              | Feel                             |
| 4 tháng 10 - 20 tháng 12       | Donten ni Warau                          | Haraguchi Hiroshi                                                         | Doga Kobo                        |
| 4 tháng 10 - 28 tháng 3, 2015  | Garo: Honō no Kokuin                     | Hayashi Yuichiro                                                          | MAPPA                            |
| 4 tháng 10 - 28 tháng 3, 2015  | Log Horizon (mùa 2)                      | Ishihira Shinji                                                           | Studio Deen                      |
| 4 tháng 10 - 28 tháng 12       | Fate/stay night: Unlimited Blade Works   | Miura Takahiro                                                            | ufotable                         |
| 5 tháng 10 - 29 tháng 3, 2015  | Cross Ange: Tenshi to Ryū no Rondo       | Ashino Yoshiharu                                                          | Sunrise                          |
| 5 tháng 10 - 28 tháng 12       | Grisaia no Kajitsu                       | Tensho                                                                    | Eight Bit                        |
| 5 tháng 10 - 3 tháng 4, 2016   | World Trigger                            | Hongo Mitsuru, Ogawa Kouji                                                | Toei Animation                   |
| 5 tháng 10 - 28 tháng 12       | Sora no Method                           | Masayuki Sakoi                                                            | 3Hz                              |
| 5 tháng 10 - 21 tháng 12       | Ōkami Shōjo to Kuro Ōji                  | Kasai Kenichi                                                             | TYO Animation                    |
| 5 tháng 10 - 29 tháng 3, 2015  | Nanatsu no Taizai                        | Okamura Tensai                                                            | A-1 Pictures                     |
| 6 tháng 10 - 26 tháng 12       | Ai Tenchi Muyo!                          | Negishi Hiroshi                                                           | AIC Plus+                        |
| 6 tháng 10 - 5 tháng 1, 2015   | Kaitō Joker                              | Teramoto Yukiyo                                                           | Shin-Ei Animation                |
| 6 tháng 10 - 29 tháng 12       | Orenchi no Furo Jijō                     | Aoi Sayo                                                                  | Asahi Production                 |
| 6 tháng 10 - 23 tháng 12       | Inō-Battle wa Nichijō-kei no Naka de     | Otsuka Masahiko, Takahashi Masanori                                       | Trigger                          |
| 6 tháng 10 - 31 tháng 3, 2015  | Yowamushi Pedal Grande Road              | Nabeshima Osamu                                                           | TMS Entertainment, 8PAN          |
| 6 tháng 10 - 21 tháng 12       | Gugure! Kokkuri-san                      | Hiraike Yoshimasa                                                         | TMS Entertainment                |
| 6 tháng 10 - 29 tháng 12       | Shingeki no Bahamut Genesis              | Sato Keiichi                                                              | MAPPA                            |
| 7 tháng 10 - 26 tháng 12       | Amagi Brilliant Park                     | Takemoto Yasuhiro                                                         | Kyoto Animation                  |
| 7 tháng 10 - 24 tháng 3, 2015  | Akatsuki no Yona                         | Yoneda Kazuhiro                                                           | Pierrot                          |
| 8 tháng 10 - 1 tháng 4, 2015   | Gundam Build Fighters Try                | Watada Shinya                                                             | Sunrise                          |
| 8 tháng 10 - 24 tháng 12       | Hi-sCool! Seha Girls                     | Sōta Sugawara                                                             | TMS Entertainment                |
| 8 tháng 10 - 24 tháng 12       | Trinity Seven                            | Nishikiori Hiroshi                                                        | Seven Arcs                       |
| 8 tháng 10 - 26 tháng 3, 2015  | Kiseijū: Sei no Kakuritsu                | Shimizu Kenichi                                                           | Madhouse                         |
| 9 tháng 10 - 24 tháng 12       | Daitoshokan no Hitsujikai                | Sodeyama Asami, Hayashi Kaori, Konishi Kenichi, Kamiya Tomomi, Nobuta Yuu | Hoods Entertainment, Felix Film  |
| 9 tháng 10 - 26 tháng 3, 2015  | Shirobako                                | Mizushima Tsutomu                                                         | P.A. Works                       |
| 10 tháng 10 - 20 tháng 3, 2015 | Bonjour Koiaji Pâtisserie                | Akitaya Noriaki                                                           | Silver Link, Connect             |
| 10 tháng 10 - 19 tháng 12      | Psycho-Pass 2                            | Shiotani Naoyoshi, Suzuki Kiyotaka                                        | Production I.G.                  |
| 10 tháng 10 - 19 tháng 3, 2015 | Shigatsu wa Kimi no Uso                  | Ishiguro Kyōhei                                                           | A-1 Pictures                     |
| 10 tháng 10 - 25 tháng 12      | Ore, Twintails ni Narimasu!!             | Kanbe Hiroyuki                                                            | Production IMS                   |
| 11 tháng 10 - 28 tháng 3, 2015 | Sanzoku no Musume Ronja                  | Miyazaki Gorō                                                             | Polygon Pictures, Studio Ghibli  |
| 13 tháng 10 - 29 tháng 12      | Girl Friend Beta                         | Hayashi Naotaka                                                           | Silver Link                      |
| 17 tháng 10 - 26 tháng 12      | Yūki Yūna wa Yūsha de Aru                | Kishi Seiji                                                               | Studio Gokumi                    |
| 18 tháng 10 - 27 tháng 2, 2015 | BeyWarriors: Cyborg                      | Sugishima Kunihisa                                                        | Nelvana, SynergySP, d-rights     |
| 26 tháng 10 - 4 tháng 10, 2015 | Cardfight!! Vanguard G                   | Umemoto Yui                                                               | TMS Entertainment, Sotsu, Dentsu |
| 31 tháng 12                    | Tsukimonogatari                          | Shinbo Akiyuki, Itamura Tomoyuki                                          | Shaft                            |

## OVA/ONA
| Ngày phát hành                | Tên                                                     | Đạo diễn                        | Hãng phim                  |
| ----------------------------- | ------------------------------------------------------- | ------------------------------- | -------------------------- |
| 17 tháng 1                    | Kimi no Iru Machi                                       |                                 | Gonzo                      |
| 22 tháng 1                    | Kami-sama no Inai Nichiyōbi                             | Kumazawa Yūji                   | Madhouse                   |
| 29 tháng 1                    | Little Busters! EX                                      | Yamakawa Yoshinobu              | J.C.Staff                  |
| 5 tháng 2                     | Natsume Yūjin-Chō: Itsuka Yuki no Hi ni                 | Ōmori Takahiro                  | Brain's Base               |
| 5 tháng 2                     | Natsume Yūjin-Chō: Nyanko-sensei to Hajimete no Otsukai | Ōmori Takahiro                  | Brain's Base               |
| 17 tháng 2                    | Noragami                                                |                                 | Bones                      |
| 26 tháng 2                    | Zetsumetsu Kigu Shōjo Amazing Twins                     | Satō Junichi                    | Encourage Films            |
| 10 tháng 3                    | Fate/kaleid liner Prisma Illya                          | Hiroyama Hiroshi                | Silver Link                |
| 12 tháng 3                    | Mitsuwano                                               | Igari Takashi                   | Zexcs                      |
| 3 tháng 4                     | 12-Sai.                                                 | Ōzora Masaki                    | SynergySP                  |
| 18 tháng 4                    | Ane Log: Moyako Nee-san no Tomaranai Monologue          | Ichimura Tetsuo                 | Brain's Base               |
| 16 tháng 5                    | Magi: Sinbad no Bōken                                   | Miyao Yoshikazu                 | Lay-duce                   |
| 16 tháng 6                    | Hayate no Gotoku!                                       | Yōichi Ueda                     | Manglobe                   |
| 5 tháng 7                     | Bishōjo Senshi Sailor Moon Crystal                      | Sakai Munehisa                  | Toei Animation             |
| 18 tháng 7                    | Mushibugyo                                              | Hamana Takayuki                 | Seven Arcs Pictures        |
| 23 tháng 7                    | Non Non Biyori                                          | Kawatsura Shinya                | Silver Link                |
| 25 tháng 7                    | Girls und Panzer: Kore ga Hontō no Anzio-sen Desu!      | Mizushima Tsutomu               | Actas                      |
| 19 tháng 8                    | Terra Formars                                           | Hamasaki Hiroshi                | Liden Films                |
| 29 tháng 8                    | Mujaki no Rakuen                                        | Araki Hideki, NishikawaTakashi  | Seven                      |
| 6 tháng 9                     | Chain Chronicle                                         | Mori Takeshi                    | Jūmonji                    |
| 18 tháng 9                    | Fantasista Stella                                       | Hideya Takahashi                | Xebec                      |
| 3 tháng 10                    | Nisekoi                                                 | Shinbō Akiyuki, Tatsuwa Naoyuki | Shaft                      |
| 10 tháng 10                   | Futari Ecchi                                            | Amino Tetsurō                   | Production Reed            |
| 17 tháng 10                   | Imawa no Kuni no Alice                                  | Hideki Tachibana                | CONNECT, Silver Link       |
| 22 tháng 10                   | Watashi ga Motenai no wa Dō Kangaetemo Omaera ga Warui! | Ōnuma Shin                      | Silver Link                |
| 25 tháng 10                   | Kuroshitsuji: Book of Murder                            | Abe Noriyuki                    | A-1 Pictures               |
| 28 tháng 10                   | Shin Tennis no Ōji-sama vs. Genius 10                   | Yamamoto Hideyo                 | M.S.C, Production I.G      |
| 29 tháng 10                   | Fastening Days                                          | Ishida Hiroyasu                 | Studio Colorido            |
| 29 tháng 10                   | Hybrid Child                                            | Fukuda Michio                   | Studio Deen                |
| tháng 11                      | Chōjikū Robo Meguru                                     | Gotō Keiji                      | Brain's Base, Studio A-Cat |
| 7 tháng 11 - 9 tháng 10, 2015 | Japan Animator Expo                                     | Nhiều đạo diễn                  | Nhiều xưởng phim           |
| 11 tháng 11                   | Love Stage!!                                            | Kasai Ken'ichi                  | J.C.Staff                  |
| 17 tháng 11                   | Daiya no Ace                                            | Hamana Takayuki                 | Madhouse, Production I.G   |
| 22 tháng 11                   | Akuma no Riddle                                         | Kusakawa Keizō                  | Diomedéa                   |
| 26 tháng 11                   | Infinite Stratos 2: World Purge-hen                     | Kikuchi Yasuhito                | Eight Bit                  |
| 6 tháng 12                    | Hōzuki no Reitetsu                                      | Kaburagi Hiro                   | Wit Studio                 |
| 9 tháng 12                    | Shingeki no Kyojin: Kuinaki Sentaku                     | Araki Tetsuo                    | Wit Studio                 |
| 19 tháng 12                   | Brothers Conflict                                       | Matsumoto Jun                   | Brain's Base               |
| 21 tháng 12                   | Ikki Tousen: Extravaganza Epoch                         | Kudō Masashi                    | Arms                       |

## Tập đặc biệt
| Ngày phát hành | Tên                                                                      | Đạo diễn            | Hãng phim         |
| -------------- | ------------------------------------------------------------------------ | ------------------- | ----------------- |
| 1 tháng 1      | Mushishi Tokubetsu-hen: Hihamukage                                       | Nagahama Hiroshi    | Artland           |
| 21 tháng 3     | Paulette no Isu                                                          | Ishida Hiroyasu     | Studio Colorido   |
| 3 tháng 4      | Pocket Monsters XY Tokubetsu Hen: Saikyō Mega Shinka Act I               | Yuyama Kunihiko     | OLM               |
| 5 tháng 5      | GJ-bu                                                                    | Yoshiyuki Fujiwara  | Doga Kobo         |
| 20 tháng 8     | Mushishi Zoku-Shō Tokubetsu-hen: Odoro no Michi                          | Nagahama Hiroshi    | Artland           |
| 30 tháng 8     | One Piece "3D2Y" Ace no Shi wo Koete! Luffy Nakama to no Chikai          | Itō Naoyuki         | Toei Animation    |
| 6 tháng 11     | Pocket Monsters XY Tokubetsu Hen: Saikyō Mega Shinka Act II              | Yuyama Kunihiko     | OLM               |
| 26 tháng 12    | Meitantei Conan: Edogawa Conan Shissō Jiken - Chijō Saiaku no Futsukakan | Yamamoto Yasuichiro | TMS Entertainment |
| 30 tháng 12    | Tales of Zestiria: Doushi no Yoake                                       | Sotozaki Haruo      | ufotable          |